# Bathydorus uncifer
Bathydorus uncifer är en svampdjursart som beskrevs av Schulze 1899. Bathydorus uncifer ingår i släktet Bathydorus och familjen Rossellidae.
Artens utbredningsområde är havet kring Galapagosöarna. Inga underarter finns listade i Catalogue of Life.